# Gulfstream Pipeline
Gulfstream Pipeline – офшорний трубопровідний проект, реалізований для постачання природного газу на нафтогазоносних басейний Мексиканської затоки до Флориди.
Газопровід, введений в експлуатацію у 2002 році, створив другий маршрут для транспортування блакитного палива у Флориду (після запущеного ще в 1950-х роках Florida Gas Transmission). Він бере початок від трубопроводу Destin Pipeline на півдні Міссісіпі та спершу прямує до селища Коден на узбережжі Алабами, куди з півночі виходить відгалуження Mobil Bay lateral від потужної системи Transco. В Коден розташована компресорна станці, яка забезпечує перекачування газу по основній оффшорній ділянці довжиною 419 миль через Мексиканську затоку до Порт-Манаті в центрі західного узебережжя Флориди. Загальна довжина системи при цьому становить 745 миль. Виконаний в діаметрах від 400 до 900 мм, Gulfstream Pipeline має пропускну здатність понад 13 млрд.м3 на рік.